# Michael (ur. 1983)
Michael, właśc. Michael Anderson Pereira da Silva (ur. 16 lutego 1983 w São Caetano do Sul w stanie São Paulo) – brazylijski piłkarz występujący na pozycji pomocnika.

## Kariera klubowa
Michael wychowywał się w szkołach piłkarskich klubów Santo André (1998–2000) oraz Corinthians Paulista (2000–2002). Jego grę zauważyli skauci Cruzeiro EC i w 2004 zadebiutował w tym klubie. Jednak po nieudanym sezonie w tym że roku zmienił klub na SE Palmeiras. W tym klubie zajął podstawowe miejsce w składzie. 30 czerwca 2007 kupiony za 4 mln dolarów do Dynama Kijów. Zadebiutował w składzie Dynama 22 lipca 2007 w meczu z Arsenałem Kijów. Nie potrafił dostosować się do realiów piłki europejskiej i po roku występów na Ukrainie został wypożyczony w 2008 do końca roku do klubu Santos FC. 13 maja 2009 został wypożyczony do końca roku do klubu Botafogo. Po konflikcie z Botafogo opuścił klub i już w styczniu 2010 okazał się na wypożyczeniu w nowym klubie CR Flamengo.
Latem 2011 wygasł kontrakt z Dynamem Kijów, ale dopiero w maju 2012 jako wolny agent podpisał kontrakt z Portuguesa São Paulo.